# SN 2002Q
SN 2002Q – supernowa odkryta 9 stycznia 2002 roku w galaktyce A022922+0020. W momencie odkrycia miała maksymalną jasność 24,20m.